# Roman Wörndle
Roman Wörndle, né le 4 octobre 1913 à Partenkirchen et décédé le 2 février 1942 sur le front russe, est un skieur alpin allemand.

## Palmarès

### Jeux olympiques
| Épreuve / Édition              | Combiné |
| ------------------------------ | ------- |
| JO 1936 Garmisch-Partenkirchen | 6e      |

### Championnats du monde
| Épreuve / Édition          | Descente | Slalom | Combiné |
| -------------------------- | -------- | ------ | ------- |
| Mondiaux 1934 Saint-Moritz | 9e       | 24e    | 18e     |
| Mondiaux 1935 Mürren       | 23e      | 14e    | 15e     |
| Mondiaux 1937 Chamonix     | 12e      | Bronze | 8e      |
| Mondiaux 1938 Engelberg    | 5e       | 11e    | 6e      |